# Erich Steingräber
Erich Steingräber (* 12. Februar 1922 in Neuteich, Freie Stadt Danzig; † 2. Februar 2013 in Tegernsee) war ein deutscher Kunsthistoriker und Museumsleiter. Er war von 1962 bis 1969 Direktor des Germanischen Nationalmuseums in Nürnberg und anschließend bis 1987 Generaldirektor der Bayerischen Staatsgemäldesammlungen in München.

## Leben und Wirken
Nach dem Besuch der Oberschule in Stettin und der Ableistung des Kriegsdienstes studierte er an den Universitäten in Leipzig und München Kunstgeschichte und Klassische Archäologie. 1950 wurde er mit einer Dissertation über die Die kirchliche Buchmalerei Augsburgs um 1500 in München zum Dr. phil. promoviert.
Bis 1952 arbeitete Steingräber als wissenschaftlicher Volontär an den staatlichen Museen in München. Die folgenden zwei Jahre war er am Kunsthistorischen Institut in Florenz und am Metropolitan Museum in New York tätig. Von 1954 bis 1962 war er zunächst Konservator dann Oberkonservator am Bayerischen Nationalmuseum. 1962 wurde er als Nachfolger von Ludwig Grote Generaldirektor des Germanischen Nationalmuseums in Nürnberg. Unter seiner Leitung wurde dieses Museum während einer wichtigen Wiederaufbauphase zu einem renommierten Kulturzentrum.
Am 1. Juni 1969 übernahm er als Generaldirektor die Leitung der Bayerischen Staatsgemäldesammlungen und wurde Honorarprofessor an der Universität München. 1987 trat er in den Ruhestand. Während seiner 18-jährigen Münchner Amtszeit konnte er durch seine beharrliche und geschickte Sammlungspolitik die Bestände der Alten Pinakothek, der Neuen Pinakothek und der Moderne nicht nur um hochkarätige Meisterwerke bereichern, sondern erschloss damit zugleich bis dahin vernachlässigte Epochen und verlieh den Sammlungen ein neues, gewichtiges Profil. Dabei waren seine Finanzierungsmethoden durchaus umstritten und führten zu einem Untersuchungsausschuss im Bayerischen Landtag.
Steingräbers Tätigkeit umfasste auch international viel beachtete Ausstellungen wie „Georg Baselitz“ (1976), „Die Münchner Schule“ (1979), „Im Licht von Claude Lorrain“ (1983), „Raphael in der Alten Pinakothek“, „Lucio Fontana“ (1983), „Max Beckmann – Retrospektive zum 100.Geburtstag“ (1984), „Hans von Marées“ und „In uns selbst liegt Italien. Die Kunst der Deutsch-Römer“ (1987).

## Auszeichnungen
- Bayerischer Verdienstorden (30. Mai 1973)[2][5]
- Commendatore dell’ordine al merito della Repubblica Italiana (1975)[2]
- Verdienstorden der Bundesrepublik Deutschland I. Klasse (1976)[2]
- Theodor-Heuss-Medaille für besondere Verdienste um das Germanische Nationalmuseum Nürnberg (1. Juni 1977)[6]
- Mitglied der Accademia delle Arti del Disegno, Florenz (1978)[2][7]
- Premio Capo Circeo der Associazione Italia-Germania (1980)[2]
- Großes Verdienstkreuz des Verdienstordens der Bundesrepublik Deutschland (1983)[2]
- Premio internazionale arti e scíenze (1983)[2]
- Socio Ateneo Veneto (1986)[2]
- Silbermedaille der Stadt Florenz (1986)[2]
- Bayerischer Maximiliansorden für Wissenschaft und Kunst (1988)[2]
- Grande Ufficiale dell’Ordine al Merito della Repubblica Italiana (1992)[2]

## Schriften (Auswahl)
Seine wissenschaftliche Publikationen beschäftigten sich insbesondere mit der europäischen Goldschmiedekunst des Mittelalters und der Renaissance sowie der europäischen Malerei und Plastik des 16.–20. Jahrhunderts. Der Schwerpunkt lag in der italienischen Kunst. Seine Schriften zu diesen Themen, wie Alter Schmuck – die Kunst des europäischen Schmuckes, München 1956 sind bis heute Standardwerke.
- Die kirchliche Buchmalerei Augsburgs um 1500. Verlag Die Brigg, Augsburg, Basel 1956 (Nachdruck 2001. ISBN 3-89639-294-8).
- Zweitausend Jahre europäische Landschaftsmalerei. Hirmer, München 1988. ISBN 3-7774-3570-8.
- mit Filippo Coarelli, Isa Belli Barsali: Kostbarkeiten der Goldschmiedekunst. Ed. Atlantis, Zürich 1988. ISBN 3-7611-0718-8.